# سفارة اليابان في البرازيل
سفارة اليابان في البرازيل هي أرفع تمثيل دبلوماسي لدولة اليابان لدى البرازيل. تقع السفارة في برازيليا وهي تهدف لتعزيز المصالح اليابانية في البرازيل.

## وصلات خارجية
- الموقع الرسمي
- قائمة سفارات اليابان
- قائمة السفارات في البرازيل